# Lamia (geslacht)
Lamia is een kevergeslacht uit de familie van de boktorren (Cerambycidae). De wetenschappelijke naam van het geslacht werd voor het eerst geldig gepubliceerd in 1775 door Fabricius.

## Soorten
Lamia omvat de volgende soorten:
- Lamia annulicornis Kirby, 1818
- Lamia textor (Linnaeus, 1758)